# Public Understanding of Science
Public Understanding of Science (engl. "Öffentliches Verstehen von Wissenschaft"), auch kurz Public Understanding, bezeichnet den Dialog zwischen Wissenschaften und der breiten Öffentlichkeit mit dem Ziel, wissenschaftliche Inhalte fachfremden Personen und Institutionen zugänglich und verständlich zu machen. Erweitert wird das Konzept durch den Bezug der Wissenschaften auf den Menschen als Public Understanding of Science and Humanities (PUSH).

## Ziele
Ein verständlicher Wissenschafts-Dialog soll dabei Wissenschaft und Gesellschaft näher zusammenbringen und die Ängste gegenüber technischen Innovationsprozessen abbauen. Die Neugier für Wissenschaft, Technik und Forschung soll vor allem bei Kindern und Jugendlichen gefördert werden.

## Wissenschaft im Dialog
In Deutschland wurde 2000 auf Initiative des Stifterverbandes für die Deutsche Wissenschaft die Gesellschaft "Wissenschaft im Dialog" in der Rechtsform einer gemeinnützigen GmbH gegründet, um durch verschiedene Maßnahmen und Projekte den Wissenschaftsdialog zu fördern.

## Verständliches Schreiben
Auch verschriftlichte Wissenschaftsthemen bedürfen demnach eines verständlichen Textes. Dazu gehört, dass die Texte einfach sind sowie Prägnanz und Übersichtlichkeit besitzen. Verschiedene Kommunen erwägen aus dem Juristendeutsch eine bürgernahe Verwaltungssprache zu konzipieren.